# Scheiblerfabrik Rosenthal

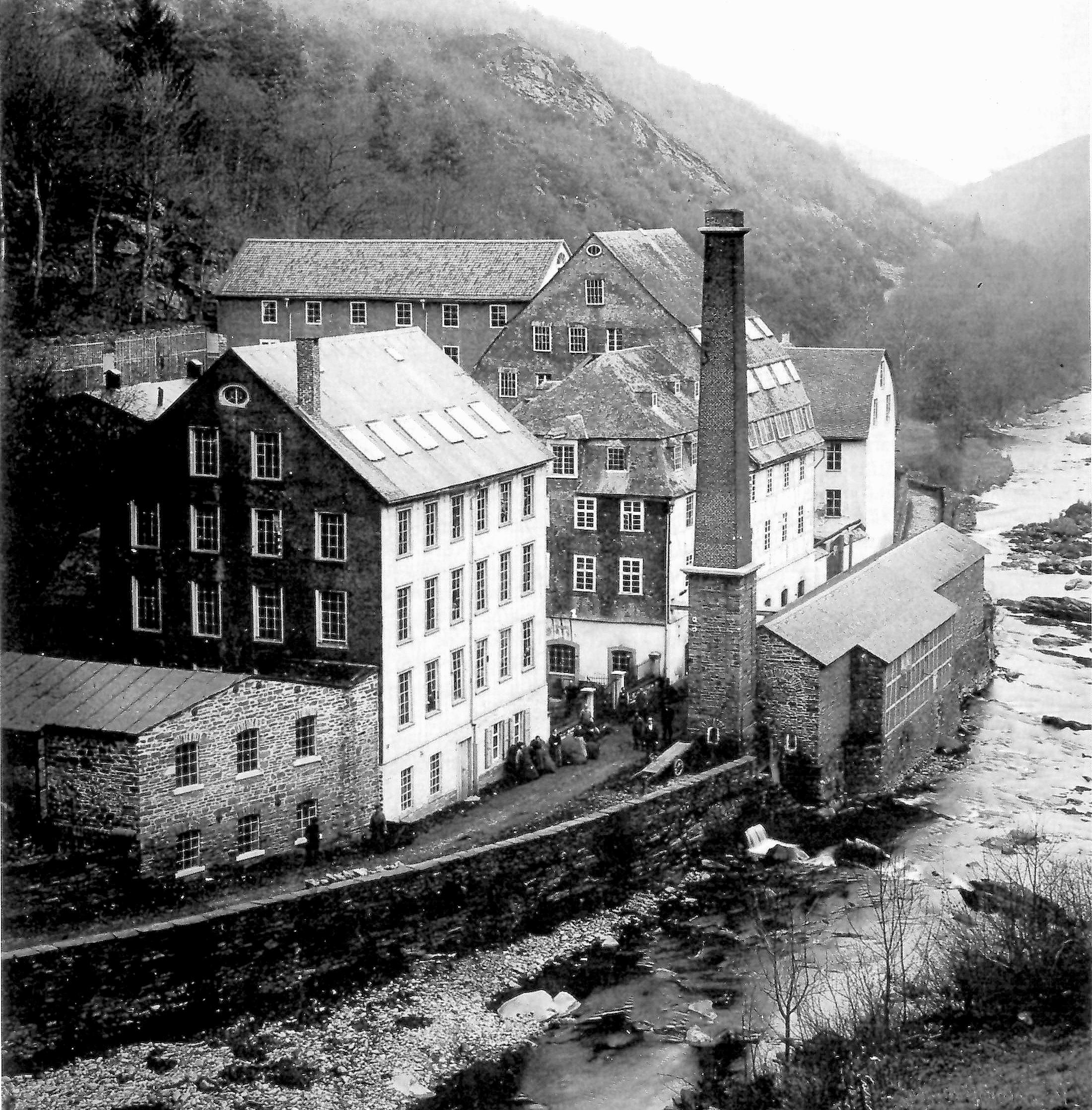
Scheiblerfabrik Rosenthal vor 1908

Die Scheiblerfabrik Rosenthal war eine Textilfabrik in Monschau in der Städteregion Aachen in Nordrhein-Westfalen mit der Adresse Rosenthal 8 und 13–19. Ihre heutigen Reste bilden ein denkmalgeschütztes Gebäudeensemble. Die Werksbauten wurden ab 1757 in mehreren Abschnitten von dem Textilfabrikanten Johann Heinrich Scheibler und seinen Nachkommen erbaut. Nach der Schließung der Firma im Jahr 1908 wurden einige Bauten abgerissen und andere stark verändert sowie nachfolgend zu Wohnzwecken und zu Ferienwohnungen umgebaut.

## Geschichte
Johann Heinrich Scheibler hatte im Jahr 1724 die Leitung der Tuchfabrik seiner Gattin Maria Agnes Offermann (1698–1752), die diese von ihrem verstorbenen ersten Ehemann Christoph Schlösser (1678–1720) geerbt hatte, übernommen. Nach erfolgreichen Jahren baute er ab den 1750er-Jahren das nunmehr als „Tuchfabrik J. H. Scheibler“ firmierte Unternehmen, das um 1760 mehr als 4000 Arbeitskräfte direkt und indirekt beschäftigte, weiter aus und delegierte einzelne Arbeitsschritte gemäß dem zu jener Zeit üblichen Verlagssystem. Zunächst veranlasste er ab 1752 den Bau des so genannten Roten Hauses im Zentrum von Monschau als Wohn- und Hauptsitz der Firma und im Jahr 1757 die Einrichtung einer ersten Walkmühle außerhalb des Ortszentrums von Monschau auf der Flur Äuchen im Rosenthal an der Rur. Diese wurde nach seinem Tod im Jahr 1773 durch seine Söhne um eine zweite Walkmühle für den nun als „Tuchfabrik Johann Heinrich Scheibler Söhne“ firmierenden Betrieb sowie zwischen 1814 und 1840 um weitere Werksbauten erweitert, in denen eigene Spinn-, Rau- und Schermaschinen untergebracht wurden. 
Bis 1855 wurden Teile der Gesamtanlage von unterschiedlichen Besitzern geleitet, die jedoch mit der Familie Scheibler in direkten verwandtschaftlichen Beziehungen standen. So übernahm beispielsweise im Jahr 1842 Karl Heinrich Elbers (1802–1858), verheiratet mit Emma Antonia Scheibler, Urenkelin von Johann Heinrich Scheibler, für seine „Feintuchfabrik J. H. Elbers“ auf dem Elbershof die alte Walkmühle von 1757 und baute diese zur Wollwäscherei, Spinnerei und Brauerei aus. Erst unter Johann Heinrich Louis Scheibler (1817–1887), ebenfalls ein Urenkel des Firmengründers, wurden die verschiedenen Bereiche der Scheiblerfabrik wieder unter einer Führung vereint und firmierten als „Tuchfabrik Louis Scheibler Sohn“. Nachdem aus konjunkturellen Gründen die Zahl der Mitarbeiter bis 1900 jedoch schon auf rund 80 geschrumpft war, musste der Betrieb als einer der letzten seiner Art in Monschau im Jahr 1908 die Pforten endgültig schließen.
In der Folge wurde mehrere, teils baufällige Bauten abgerissen, andere stark verändert und zu Wohnbereichen umgerüstet.

## Baucharakteristik

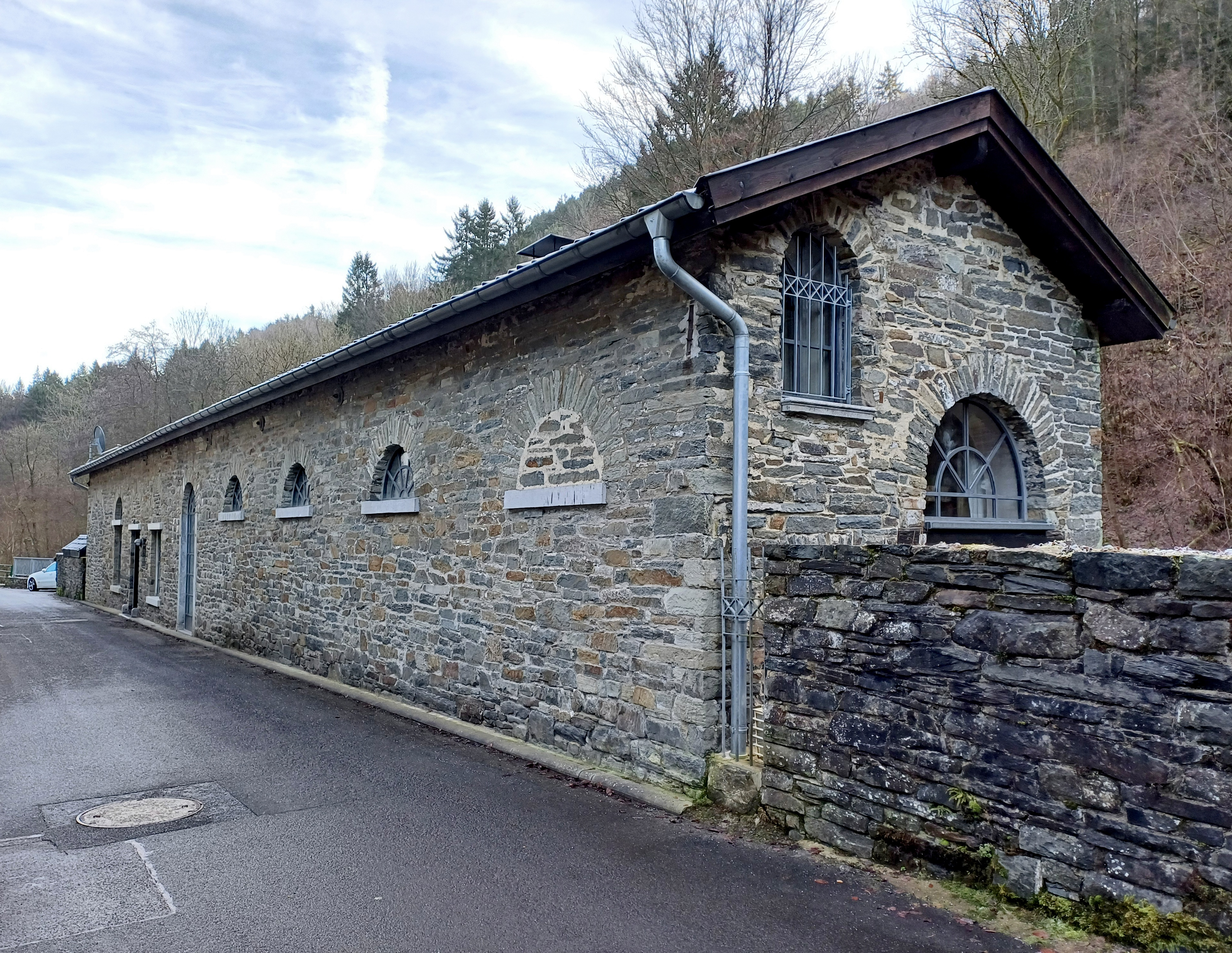
Ehemaliges Kesselhaus
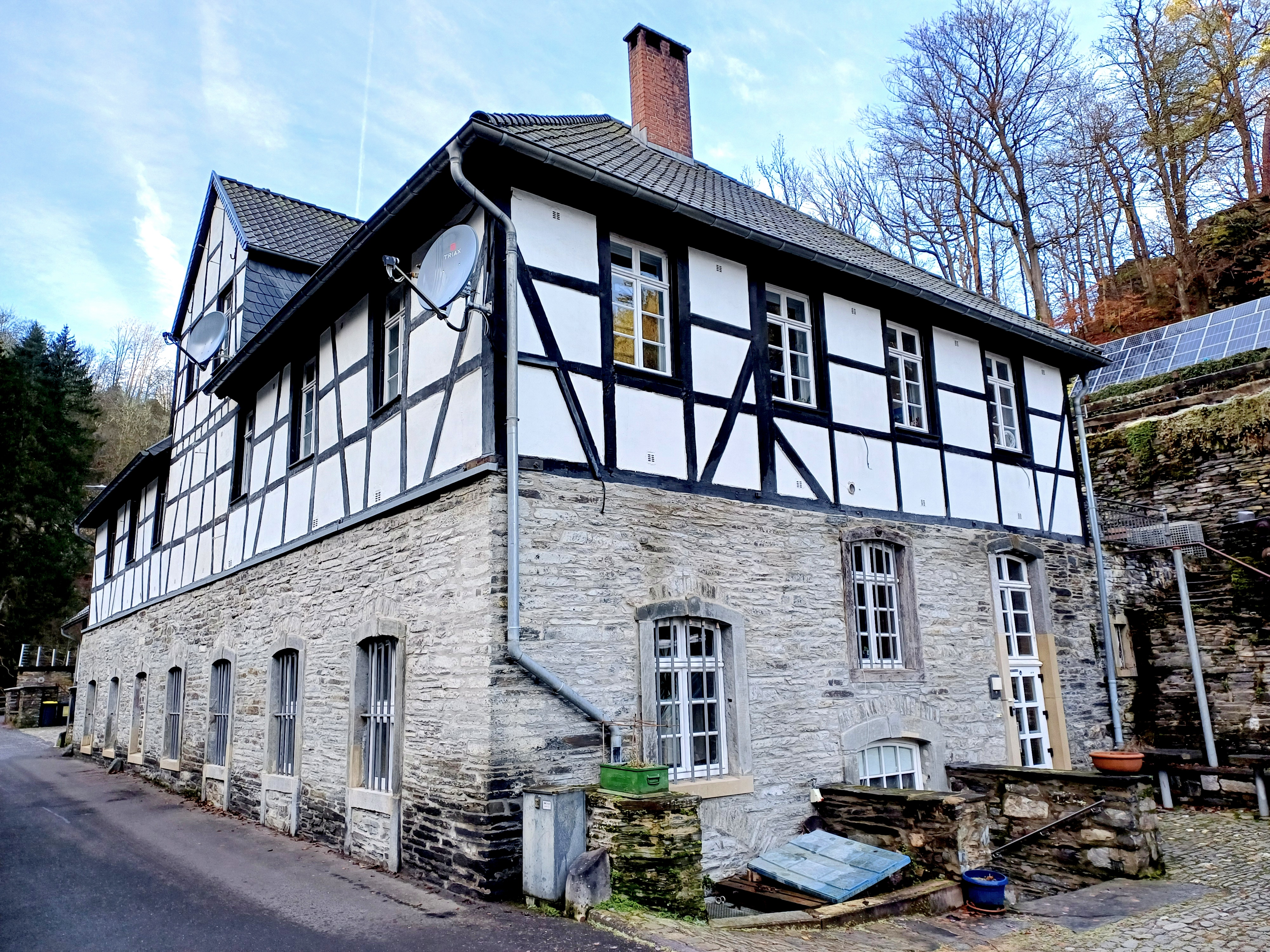
Ehemalige Walkmühle
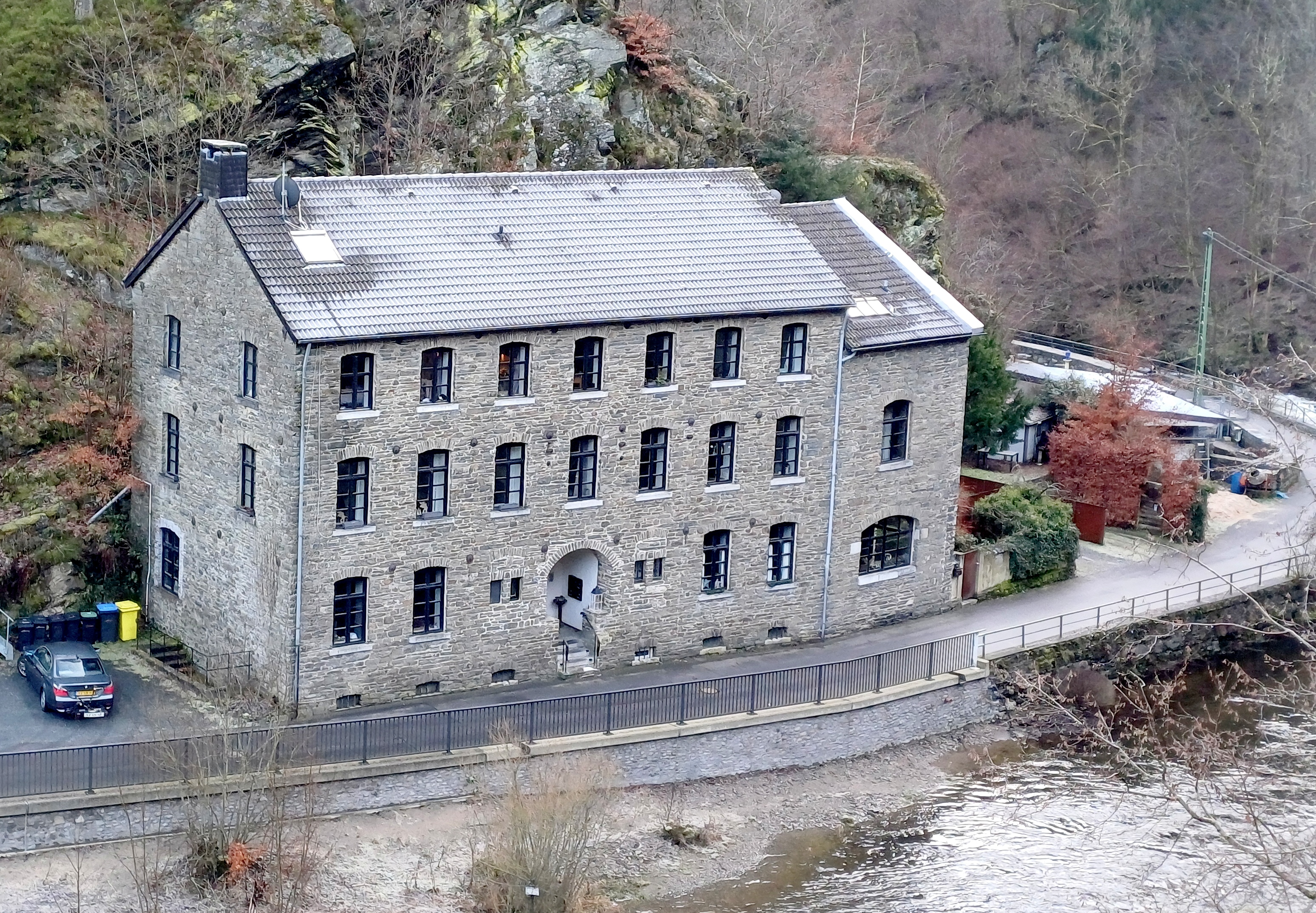
Werksgebäude von 1840

Von den noch vorhandenen Bauten der ehemaligen Scheiblerfabrik ist das langgestreckte Dampfkessel- und Maschinenhaus aus dem Jahr 1858 mit der Adresse Rosenthal 8, eingebaut im Hang am Ufer der Rur, noch am besten erhalten geblieben. Dem zur Straße eingeschossigen Bruchsteinhaus mit flachem Satteldach stand in früheren Jahren an der, der Stadt zugewandten Westseite ein hoher quadratischer, sich nach oben gerichtet verjüngender Schornstein voran, an dessen Stelle mittlerweile ein kleines Rundbogenfenster in die Hauswand eingelassen wurde. Daneben wurde der ehemalige rundbogige stabilisierende Mauerbogen durch einen großen seitlichen Eingangsbereich ersetzt. Straßenseitig verläuft die Traufseite des Hauses, in der sich zwei kleinere Nebeneingänge und nur einige kleinere Fensterluken befinden.
Gegenüber dem Kesselhaus stehen die Reste der ehemaligen ersten Walkmühle aus dem Jahr 1773. Von dem sieben- zu vierachsigen und zweigeschossigen Gebäude mit den heutigen Nummern 17–19 ist nur noch der massive Parterre-Sockel aus Bruchsteinen und das erste Obergeschoss in Fachwerkbauweise erhalten geblieben, dem einst ein zweites Obergeschoss mit einem zweigeschossigen Mansarddach aufsaß. Dem heutigen Obergeschoss wurde im Bereich der mittleren Achse ein hoher Giebelaufbau, ebenfalls in Fachwerk, aufgesetzt, in dem sich eine kleine Dachwohnung befindet. 
Im Parterre-Sockel, der eigentlich ein überhohes Kellergeschoss darstellt, befindet sich noch heute eine erhalten gebliebene Francis-Turbine, die von 1921 bis 1966 elektrische Energie für die Scheiblersche Kunstwollfabrik in Dreistegen lieferte und den Überschuss ins öffentliche Netz einspeiste. Die dafür notwendigen wasserführenden Kanäle existieren außerhalb des Hauses abschnittsweise ebenfalls noch und verlaufen teilweise unter der Straße oder sind in den Fels gehauen. Dabei sind sie durch den später erbauten Abwasserkanal zur Monschauer Kläranlage zum Teil beschädigt worden.
Auch von dem nächsten Haus mit der Nummer 13, erbaut 1840, existieren von ehemals vier nur noch drei Geschosse. Es ist traufseitig ganz zur Straße ausgerichtet und komplett in Bruchsteinen erbaut und besitzt ein Satteldach. Das Gebäude gliedert sich in zwei Abschnitte, von denen sich der rechte als ein breiter einachsiger Trakt und einem seitlichen Eingang vom Hof her zeigt. Diesem schließt sich nach einem leichten Knick entsprechend der Straßenführung der längere und über sieben Achsen gehende Trakt an. Dort befindet sich in der mittleren Achse der breite rundbogige Haupteingang. Dagegen sind die Fenster eher segmentbogig und mit Sohlbänken aus Blaustein ausgestattet.